# Talkeetna
Talkeetna är en ort (CDP) i Matanuska-Susitna Borough i delstaten Alaska i USA. Orten hade 876 invånare, på en yta av 77,14 km² (2010). Talkeetna ligger vid floderna Sustina, Talkeetna och Chulitnas sammanflöde och har en station längs Alaska Railroad.